# Avenida C (Manhattan)
La Avenida C es una avenida de sentido norte a sur ubicada en el barrio Alphabet City en la East Village de Manhattan, Nueva York, al este de la Avenida B y al oeste de la Avenida D. También es llamada Avenida Loisaida. La vía empieza en South Street y avanza hacia el norte como las calles Montgomery Street y Pitt Street hasta el cruce con la calle Houston cuando toma su nombre. Termina en la calle 23 circulando bajo FDR Drive desde la calle 18. Al norte de la calle 14, la vía es el límite este de  Stuyvesant Town and Peter Cooper Village.

## Historia y descripción
La calle fue creada en el Plan de los Comisionados de 1811 como una de las 16 avenidas de sentido norte a sur de un ancho de 100 pies (30,5 m). Estas incluían las 12 avenidas numeradas y cuatro avenidas (ubicadas al este de la Primera Avenida) designadas con letras.
La avenida C fue llamada Avenida Loisaida en 1987, en reconocimiento de la herencia portoriqueña del vecindario. Loisaida es espanglish y se pronuncia como  /ˌloʊ.iːˈsaɪdə/ (Lower East Side). La historia del vencidario fue descrita en el libro Selling The Lower East Side. A pesar de que la designación de esta área como parte del East Village fue aceptada generalmente, muchos residentes de Loisaida todavía la consideran como parte del Lower East Side, como se evidencia con el árte callejero que se encuentra en los edificios de la Avenida C. 

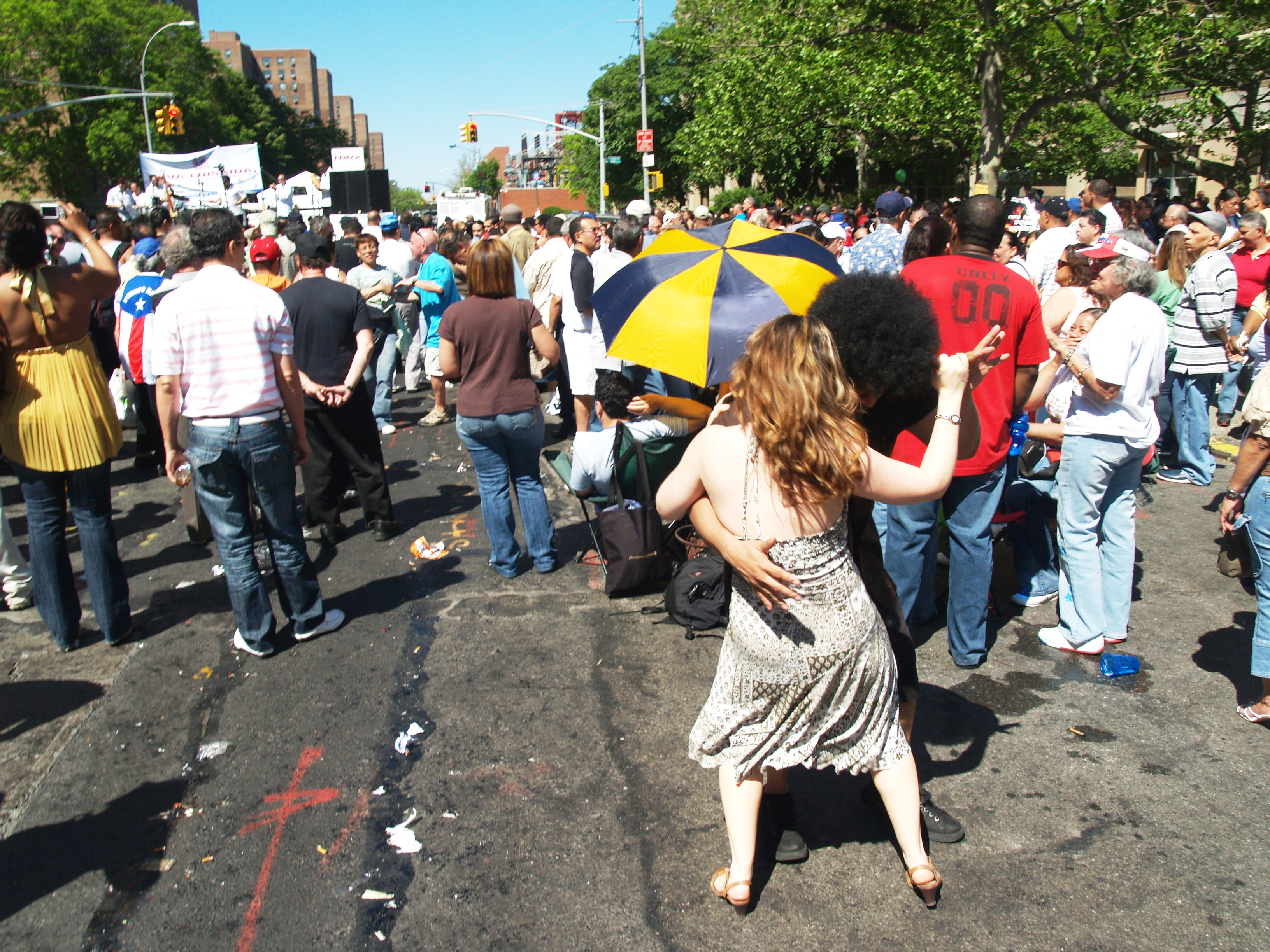
Una feria callejera en el verano de 2008

En la esquina de Loisaida y la calle 9, hay dos grandes (en estándares de Manhattan) huertos comunitarios que son mantenidos por la comunidad. Las horas de atención varían de acuerdo con la estación y la habilidad de sus voluntarios pero están abiertos al público y no cobran entrada. La famosa casa punk  C-Squat se ubica en otra esquina de la misma calle 9. El Museum of Reclaimed Urban Space, que abrió en el 2012, se ubica en C-Squat.
En la avenida C circulan los buses M9, M14D SBS, y el M23 SBS.>
Una ciclovía ha existido en la Avenida C desde 1999 y fue recientemente repintada cuando la avenida fue pavimentada nuevamente. Hoy es una línea de amortiguación por la mayoría de su recurrido y ha sido extendida a casi todo el largo de la avenida.

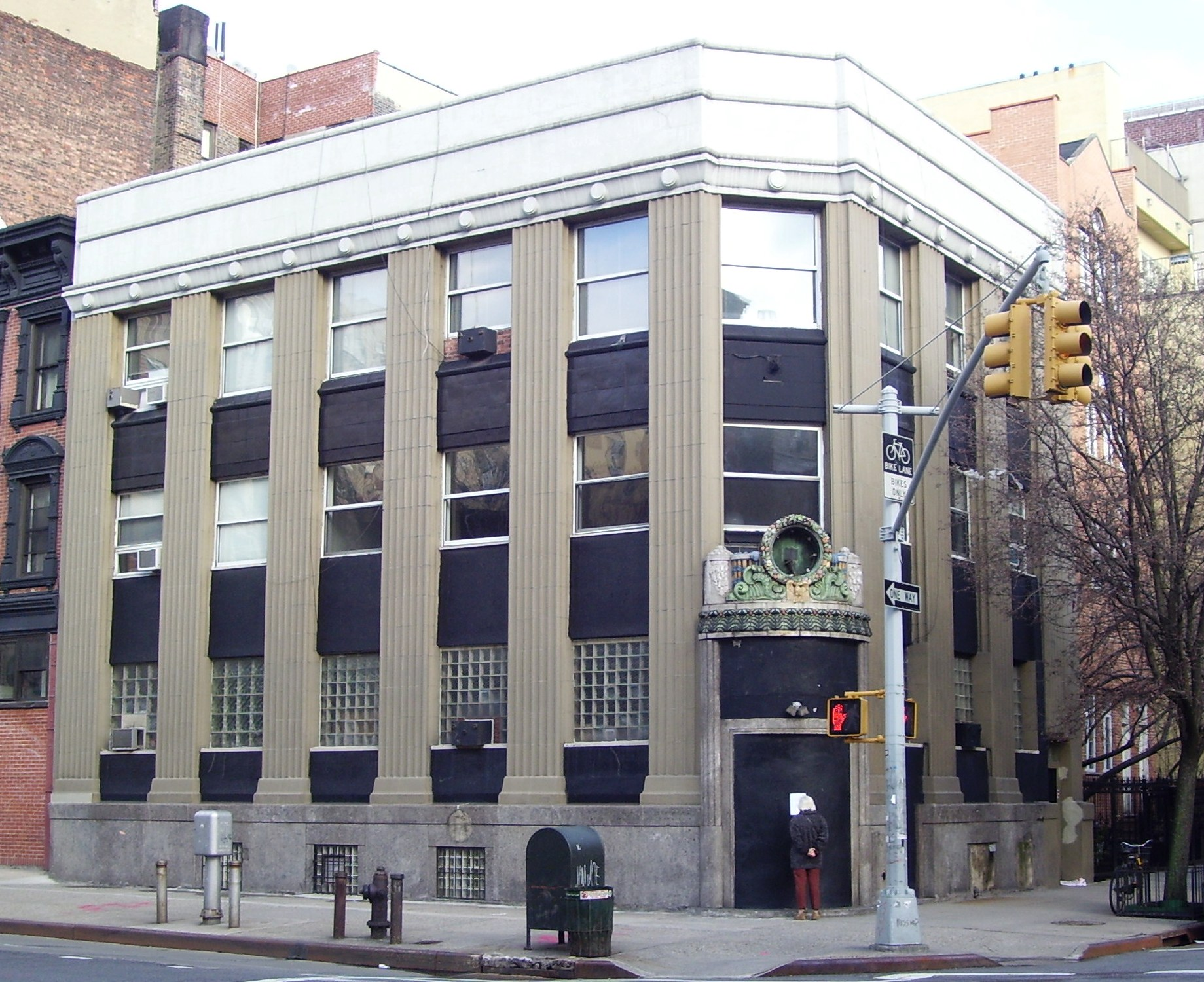
The Public National Bank Building

## Monumentos
El edificio del Public National Bank se levanta en el 106 de la Avenida C en la esquina con la calle 7 este (también tiene la numeración 231 Calle 7 Este) y fue construido en 1923 como una sucursal bancaria y fue diseñada por Eugene Schoen, un connotado defensor del modernismo en esos años. El Public National Bank fue un banco establecido en el Estado de Nueva York y Schoen diseño varias oficinas para ellos. El edificio fue vendido en 1954 y se convirtió en un asilo de ancianos además de añadírsele un tercer piso. Se convirtió al uso residencial en los años 1980.